# Philippi Glacier (glaciär i Sydgeorgien och Sydsandwichöarna)
Philippi Glacier är en glaciär i Sydgeorgien och Sydsandwichöarna (Storbritannien). Den ligger i den nordvästra delen av Sydgeorgien och Sydsandwichöarna.
Terrängen runt Philippi Glacier är varierad. En vik av havet är nära Philippi Glacier österut.  Trakten runt Philippi Glacier är nära nog obefolkad, med mindre än två invånare per kvadratkilometer. Det finns inga samhällen i närheten. Trakten runt Philippi Glacier består i huvudsak av gräsmarker.